# David Warbeck
David Warbeck, właśc. David Mitchell (ur. 17 listopada 1941 w Christchurch, zm. 23 lipca 1997 w Londynie) – nowozelandzki aktor filmowy, który zdobył popularność w filmach europejskich.

## Kariera
Urodził się w Christchurch w Nowej Zelandii. Mając przyznane stypendium z Royal Academy of Dramatic Art, w 1965 roku przybył do Wielkiej Brytanii i zaczął pracę jako fotomodel. Zadebiutował w tytułowej roli w niskobudżetowej filmowej adaptacji o przygodach Robin Hooda Wolfshead: Legenda Robin Hooda (Wolfshead: The Legend of Robin Hood, 1969) z Kathleen Byron. Później trafił do obsady dramatu Mój kochanek – mój syn (My Lover My Son, 1970) z Romy Schneider i filmu sci-fi Trog (1970) Joan Crawford, a także wystąpił w spaghetti westernie Sergio Leone Garść dynamitu (Giù la testa, 1971) jako przyjaciel Johna (James Coburn) i dreszczowcu Słodka Suzy (Black Snake, 1973).
W 1973 kandydował do roli Jamesa Bonda w Żyj i pozwól umrzeć, jednak ostatecznie zagrał Roger Moore.
Brał udział w serialach telewizyjnych - ABC Only a Scream Away (1973-74) i U.F.O. (1972-73), filmie kryminalnym Lassiter (1984) z Tomem Selleckiem, Jane Seymour i Lauren Hutton, komedii Alberte Sordiego Wspólne poczucie przyzwoitości (Il comune senso del pudore, 1976) z Claudią Cardinale i filmie erotycznym Domino (1988) z Brigitte Nielsen.
Zmarł 23 lipca 1997 w Londynie na raka w wieku 56. lat.

## Filmografia
| Rok  | Tytuł                               | Tytuł oryginalny                    | Rola                              |
| ---- | ----------------------------------- | ----------------------------------- | --------------------------------- |
| 1969 | Wolfshead: The Legend of Robin Hood | Wolfshead: The Legend of Robin Hood | Robert z Locksley                 |
| 1970 | Trog                                | Trog                                | Alan Davis                        |
| 1970 | Mój kochanek – mój syn              | My Lover My Son                     | Kenworthy                         |
| 1971 | Garść dynamitu                      | Giù la testa                        | Nolan, przyjaciel Johna           |
| 1973 | Black Snake                         | Black Snake                         | Sir Charles Walker/Ronald Sopwith |
| 1974 | Szaleństwo                          | Craze                               | detektyw Wilson                   |
| 1976 | Il comune senso del pudore          | Il comune senso del pudore          | Mellors                           |
| 1980 | Ostatni łowca                       | L'ultimo cacciatore                 | kapitan Henry Morris              |
| 1981 | Siedem bram piekieł                 | E tu vivrai nel terrore! L'aldilà   | dr John McCabe                    |
| 1981 | Czarny kot                          | Il Gatto nero                       | inspektor Gorley                  |
| 1984 | Lassiter                            | Lassiter                            | Muller                            |
| 1985 | Recepta na zabijanie                | 7, Hyden Park: la casa maledetta    | Craig                             |
| 1985 | Miami Golem                         | Miami Golem                         | Craig Milford                     |
| 1988 | Człowiek-Szczur                     | Quella villa in fondo al parco      | Fred Williams                     |
| 1988 | Domino                              | Domino                              | ślepiec                           |
| 1990 | Chłopak o stalowych dłoniach        | Il Ragazzo delle mani d'acciaio     | Vater                             |
| 1991 | Drogi Arizony                       | Fuga da Kayenta                     | szeryf                            |
| 1992 | Wojownik karate 4                   | Il Ragazzo dal kimono d’oro 4, TV   | John Vater                        |
| 1992 | Wojownik karate 5                   | Il Ragazzo dal kimono d’oro 5, TV   | ojciec Johna / szeryf             |
| 1996 | Fatal Frames                        | Fatal Frames                        | komandor Bonelli                  |
| 1997 | Pervirella                          | Pervirella                          | Amicus Reilly                     |